# La cammella e Zeus
La cammella e Zeus o il cammello e Zeus è una favola scritta da Esopo.

## Trama
Una cammella (in altre versioni un cammello), gelosa delle corna di un toro, andò da Zeus, e gli chiese se potesse darle delle corna. Il dio, irato perché la cammella non era soddisfatta della forza e delle dimensioni del suo corpo, ma desiderava anche delle corna, non solo non gliele diede, ma tagliò anche una parte delle sue orecchie.

## Morale
La morale è di non avere invidia e ambizione per le cose altrui, sennò c’è il rischio di perdere le proprie.
La favola inoltre funge inoltre da racconto eziologico, spiegando il motivo per il quale il cammello abbia le orecchie piccole.